# Fish Tank
Fish Tank è un film del 2009 diretto da Andrea Arnold, vincitore del Premio della giuria del 62º Festival di Cannes e del Premio BAFTA per il miglior film britannico.

## Trama
La storia si svolge in Inghilterra: la quindicenne Mia vive in un complesso di case popolari dell'Essex con la madre single Joanne e la sorella minore Tyler. Mia è una ragazza solitaria e non sembra avere molti amici. Nella prima scena del film, prende in giro un gruppo di ragazze e poi viene alle mani con una di loro, ferendola con una testata. La sua unica fonte di fuga è ballare l'hip-hop, che pratica in un appartamento deserto.
Vicino al quartiere, s'imbatte in una cavalla malnutrita, legata in una zona appartata. Tenta di liberare la cavalla, ma incorre nella reazione dei proprietari, tre fratelli. Il terzo di loro, un ragazzo di nome Billy, è più simpatico e fa sì che la ragazza possa liberarsi dalle angherie dei fratelli. Il giorno seguente Billy le spiega che la cavalla è malata e non vivrà a lungo, e i due iniziano un'amicizia. Joanne ha un nuovo fidanzato, Connor, un affascinante e bell'uomo irlandese che lavora come guardiano di sicurezza in un magazzino del luogo. Sebbene Mia sia scontrosa, Connor tenta d'essere amichevole e di comportarsi come una figura paterna nei suoi confronti.
A poco a poco Mia e Connor diventano più intimi, dopo che quest'ultimo l'ha riportata nella sua camera quando lei aveva bevuto troppo, dopo un party organizzato da Joanne. Il giorno dopo Mia entra in cucina in biancheria intima, e questo infastidisce la madre. Connor e Joanne decidono di fare un giro in macchina e Tyler chiede di venire con loro. Sebbene Joanne sia molto poco entusiasta, Connor insiste che entrambe le figlie vengano con loro.
Connor, Joanne, Mia e Tyler quindi si recano in campagna con la macchina. Connor fa ascoltare a Mia la sua canzone preferita, la versione di Bobby Womack di California Dreamin', le mostra come prendere un pesce a mani nude e le chiede di mostrare come balla. Benché Mia provi a sembrare brusca con Connor, lui l'intriga e lei ha voglia di colpirlo. Una notte, lei osserva di nascosto lui e la madre durante un rapporto sessuale, ma Connor in realtà s'accorge che li sta spiando e le lancia alcune occhiate. Lei torna nella sua stanza sbattendo molto forte la porta, per catturare l'attenzione di Connor.
Una discoteca locale sta cercando ballerine, e Connor incoraggia Mia a inviare una domanda di partecipazione, prestandole la videocamera per registrare un video per l'audizione. Mia invia il video e le viene richiesto di presentarsi di persona per un'esibizione dal vivo. Una notte molto tardi, dopo che lei e Connor avevano bevuto, lui le chiede di mostrargli il numero che eseguirà in discoteca. Lei balla sulle note di California Dreamin', per poi sedersi al suo fianco. I due hanno un rapporto sessuale sul divano del salotto mentre Joanne è al piano di sopra, addormentata dopo avere bevuto troppo. In seguito, Connor dice a Mia che il fatto dovrà restare tra loro due, dopodiché ritorna da Joanne.
La mattina seguente, Mia sente la madre piangere. Tyler l'informa che Connor se n'è andato. Mia pedina Connor fino a casa sua a Tilbury e l'affronta: lui spiega che non può tornare e suggerisce a Mia di non vedersi più, aggiungendo d'essere attratto dalla ragazza, ma anche che i due non possono più vedersi poiché lei ha solo quindici anni. L'accompagna poi alla stazione e le dà dei soldi per il biglietto non prima, però, d'averla baciata sulla bocca. Coraggiosamente, Mia torna a casa di Connor e, trovandola vuota, vi s'intrufola da una finestra: qui scopre che Connor è già sposato e ha anche una figlia piccola, di nome Keira. Mia urina sul pavimento del salotto.
Quando Connor e la sua famiglia rientrano, Mia scivola fuori dalla porta di servizio e vede Keira giocare fuori: la convince a seguirla e le due s'incamminano tra i campi. Arrivate sulle sponde del Tamigi, Keira cerca di scappare, ma Mia dapprima la raggiunge, poi la spinge nel fiume, salvandola porgendole un ramo al quale aggrapparsi. Piena di rimorso, Mia riporta Keira a casa e scappa via senza farsi vedere. La sera, mentre Mia cammina a bordo strada, Connor la raggiunge in macchina, frenando bruscamente: lei cerca di scappare via, ma viene raggiunta e si busca un ceffone.
Mia partecipa all'audizione, ma si rende subito conto che gli organizzatori in realtà cercano ballerine per spogliarelli invece di ballerine hip-hop in pantaloni larghi. Mia inizia a esibirsi, ma lascia il palco poco dopo che la musica è iniziata. Va a trovare Billy e scopre che la cavalla è morta: la ragazza scoppia a piangere. Billy le dice che sta per andare a Cardiff e l'invita ad accompagnarlo. Mia è d'accordo e prepara il bagaglio. Nel salotto, Joanne è quasi in stato di trance mentre balla sulle note del CD di Nas di Mia. Mia informa la madre che sta andando via e Joanne reagisce appena alla notizia ed è d'accordo dicendo che sia meglio che se ne vada. Mia, Joanne e Tyler ballano la canzone Life's a bitch and then you die. Fuori, Mia abbraccia Tyler salutandola ("Ti odio", "Ti odio anch'io"), sale in macchina di Billy e s'allontana verso una nuova vita altrove.

## Produzione
Katie Jarvis, che interpreta Mia, non ha precedenti esperienze da attrice; è stata presa per il ruolo dopo che uno degli assistenti di Andrea Arnold la vide mentre discuteva con il suo fidanzato nella stazione di Tilbury, la stessa stazione che compare nel film.

## Musica
La musica ha un ruolo fondamentale nella pellicola essendo particolarmente connessa con la danza di Mia. La cover di Bobby Womack del 1968 di California Dreamin' è usata per la sua audizione. Nel corso del film è inserito il video di Down 4 U di Ja Rule e Ashanti e si possono ascoltare Me & U di Cassie, Life's a Bitch di Nas feat. AZ, Just to Get a Rep dei Gang Starr, Cool Down the Pace di Gregory Isaacs, Your House di Steel Pulse, Juice di Eric B. & Rakim, Baby Girl di Wiley, Show Me Love di Robin S e Get Up Offa That Thing di James Brown.

## Riconoscimenti
- Festival di Cannes 2009
  - Premio della giuria
- British Independent Film Awards 2009
  - Migliore regista
  - Migliore esordiente (Katie Jarvis)
- Premi BAFTA 2010
  - Migliore film britannico